# Kapichira Falls
Kapichira Falls är ett vattenfall i Malawi. Det ligger i regionen Southern Region, i den södra delen av landet, vid floden Shire. Kapichira Falls ligger 100 meter över havet.
Terrängen runt Kapichira Falls är platt åt sydväst, men åt nordost är den kuperad. Omgivningarna runt Kapichira Falls är huvudsakligen savann och buskskog.